# Слободка (Малинский район)
Слобо́дка (укр. Слобідка) — село на Украине, основано в 1917 году, находится в Малинском районе Житомирской области.
Код КОАТУУ — 1823487401. Население по переписи 2001 года составляет 605 человек. Почтовый индекс — 11643. Телефонный код — 4133. Занимает площадь 3,023 км².

## История
В 1946 году указом ПВС УССР село Селище переименовано в Слободку.

## Адрес местного совета
11600, Житомирская область, Малинский р-н, с. Слободка